# 鳴門ドレメファッションビジネス専門学校
鳴門ドレメファッションビジネス専門学校（なるとドレメファッションビジネスせんもんがっこう）は、徳島県鳴門市撫養町斎田にあった専修学校である。
2023年（令和5年）4月1日時点において、徳島県庁の「徳島県内の私立学校」に当校が記載されていないため、この時点で既に廃校になっていると思われる。

## 学科
- ファッションビジネス学科
  - 本科ファッションコーディネートコース
  - 師師科ファッションデザインコース
  - デザイナー科ファッションビジネスコース

## 所在地
- 〒772-0002 徳島県鳴門市撫養町斎田字大堤89

## 交通
- JR四国鳴門線鳴門駅より西へ徒歩約3分。

## 脚註
1. ↑  徳島県内の私立学校（令和5年4月1日現在） 徳島県